# 西啓太
西 啓太（にし けいた、1994年1月14日 - ）は、地方競馬の大井競馬場・東京都騎手会所属の騎手。父は岩手競馬に所属した元騎手の西康志で、勝負服の柄は康志から引き継いだものである。

## 来歴
1994年、岩手県奥州市出身。小学6年生で父の康志の故郷である福島県南相馬市に移住し、父や祖父が参加していた相馬野馬追に携わる。野馬追を通して馬に関わる仕事をしたいと思うようになり、高校生の時に騎手になることを意識し始め、高校2年の冬に発生した東日本大震災を通じて意思がより強まった西は高校卒業とともに地方競馬教養センターの騎手過程に合格。その後2014年4月1日に大井競馬場の橋本和馬厩舎からデビューした。
5月13日、大井5Rを制しデビュー16戦にして初勝利を果たす。
2018年6月26日、優駿スプリントをクルセイズスピリツで制し、自身と調教師、厩務員含む人馬ともども重賞初制覇を挙げた。
2024年4月10日、東京スプリントをジャスティンで制し、ダートグレード競走初制覇。前日のブリリアントカップも優勝しており、2日連続の重賞制覇となった。

## 人物
- 小学生時代にはサッカーをしており県の選抜にも選ばれていたほか、ピアノも習っていた[1]。
- 思い出に残る名馬として挙げているのはメグミダイオー[5]。父の康志がかつて主戦を務めていた競走馬である[1]。
- 尊敬する騎手は楢崎功祐[1]。

## 主な騎乗馬
太字はダートグレード競走。
- クルセイズスピリツ（2018年優駿スプリント）
- サヨノネイチヤ（2023年勝島王冠、2024年ブリリアントカップ、大井記念）
- ジャスティン（2024年東京スプリント）
- リケアマロン（2024年北日本新聞杯）
- ラブラブパイロ（2024年ノースクイーンカップ）